# Sandra Laoura
Sandra Laoura (n. 21 iulie 1980, Constantina, Algeria) este o sportivă ce a reprezentat Franța, medaliată olimpică. A participat la o ediție a Jocurilor Olimpice (2006) în care a câștigat o medalie de bronz.

## Participări
Lista de mai jos prezintă principalele competiții la care a participat Sandra Laoura de-a lungul carierei.
- freestyle skiing at the 2006 Winter Olympics – women's moguls[*]